# Habitatge al carrer de la Barceloneta, 21 (Calafell)
Habitatge al carrer de la Barceloneta, 21 és una obra de Calafell (Baix Penedès) protegida com a Bé Cultural d'Interès Local.

## Descripció
Es tracta d'un edifici de planta trapeziforme amb dues façanes, planta baixa, un pis, golfes i coberta d'un aiguavés. A la façana principal, que és orientada al sud sud-est., hi ha un gran ràfec fet amb rajoles i teules, que actualment, està pintat de color marró. La porta d'accés és al centre de la façana amb una finestra a cada costat, les quals, probablement, no són originals. Al pis hi ha tres finestres i a les golfes n'hi ha dues. La façana és arrebossada i pintada de color blanc, mentre que el sòcol és pintat de color mangra. A la façana lateral no hi ha cap obertura. És arrebossada i emblanquinada. A l'extrem superior del costat esquerre de la façana principal hi ha una cadireta que suporta el cablejat elèctric.
El sistema constructiu és de tipus tradicional amb murs de càrrega i sostres unidireccionals de bigues de fusta. La coberta és de bigues de fusta i teula àrab. Els murs són de maçoneria unida amb morter de calç.